# 美托烯醇
美托烯醇是一种含氮有机化合物，化学式为C15H21NO3，可用作抗抑郁药，1980年代早期开发，从未上市。